# پرینگل
پرینگل (انگلیسی: Pringle) شرکت کالای لوکس اسکاتلندی است، که در سال ۱۸۱۵ تأسیس شد.